# Villarijo
Villarijo, és una localitat de la província de Sòria, partit judicial de Sòria, Comunitat autònoma de Castella i Lleó. Poble de la comarca de Tierras Altas que pertany al municipi de San Pedro Manrique.
Des del punt de vista jeràrquic de l'Església catòlica forma part de la Diòcesi d'Osma la qual, al seu torn, pertany a l'Arxidiòcesi de Burgos.
Després de Cigudosa, és el poble de la província de Sòria que està a menys metres sobre el nivell de la mar. Aquesta peculiaritat va propiciar que en el seu moment la població es dediqués al cultiu de l'olivera, tenint el poble un trull, l'únic que hi ha a la província de Sòria. En l'actualitat les oliveres són ermes i es troben a mig camí entre Villarijo i Peñazcurna, entre pins de repoblació.

## Geografia
Aquesta petita població de la comarca de Tierras Altas està situada al nord de la província, en el límit amb La Rioja banyat pel riu Mayor en el vessant mediterrani i afluent del riu Alhama al sud de la Serra d'Achena i al nord de la d'Alcarama.
Compta amb aigües minerals que produeixen bons efectes per a la curació de les herpes i altres afeccions, per la qual cosa va funcionar un balneari en la localitat.

## Història
A la caiguda de l'Antic Règim la localitat de constitueix en municipi constitucional a la regió de Castella la Vella, partit d'Ágreda que en el cens de 1842 comptava amb 34 llars i 130 veïns.
A la fi del segle XX aquest municipi desapareix perquè s'integra a San Pedro Manrique, comptava llavors amb 46 llars i 180 habitants.

## Persones il·lustres
- Ezequiel Solana, pedagog